# Школа № 654 имени А. Д. Фридмана
Государственное бюджетное общеобразовательное учреждение города Москвы «Школа № 654 имени А. Д. Фридмана» — государственное образовательное учреждение юго-восточного округа Москвы. Является частью образовательного комплекса из гимназии, лицея, общеобразовательного учреждения и пяти детских садов.
Московская средняя школа № 654 была открыта 2 октября 1939 г. в районе Текстильщики. Также, у школы есть второе название — «ШПЧ» (Буквенное обозначение номера школы), неофициальной расшифровкой которого является «Школа Поиска Человека». У школы есть свой гимн, который был утвержден ещё при руководстве первого директора: «Бригантина поднимает паруса», при этом на базе школы есть одноимённый детский лагерь «Бригантинск». Многие ученики и выпускники школы называют её «Планетой ШПЧ» и «Страной ШПЧ», а 1 ноября празднуется «День памяти Анатолия Давыдовича Фридмана». . Анатолий Давыдович возглавлял учительский коллектив 40 долгих лет — со дня основания учебного заведения в 1965 году и до своего ухода из жизни в 2005 году. Фридман принимал непосредственное участие в проектировании и строительстве всех зданий школы.
История школы:

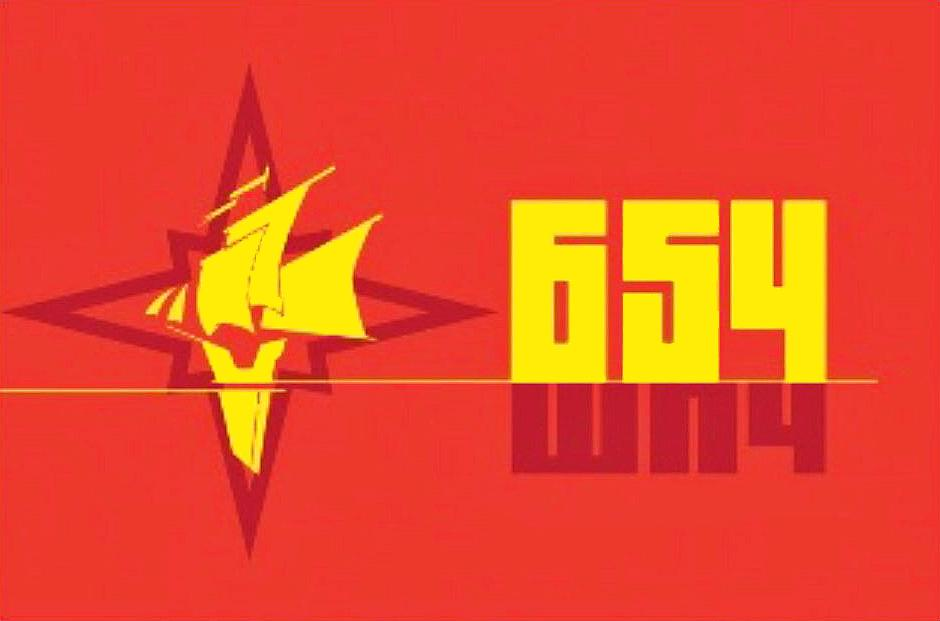
Флаг ШПЧ

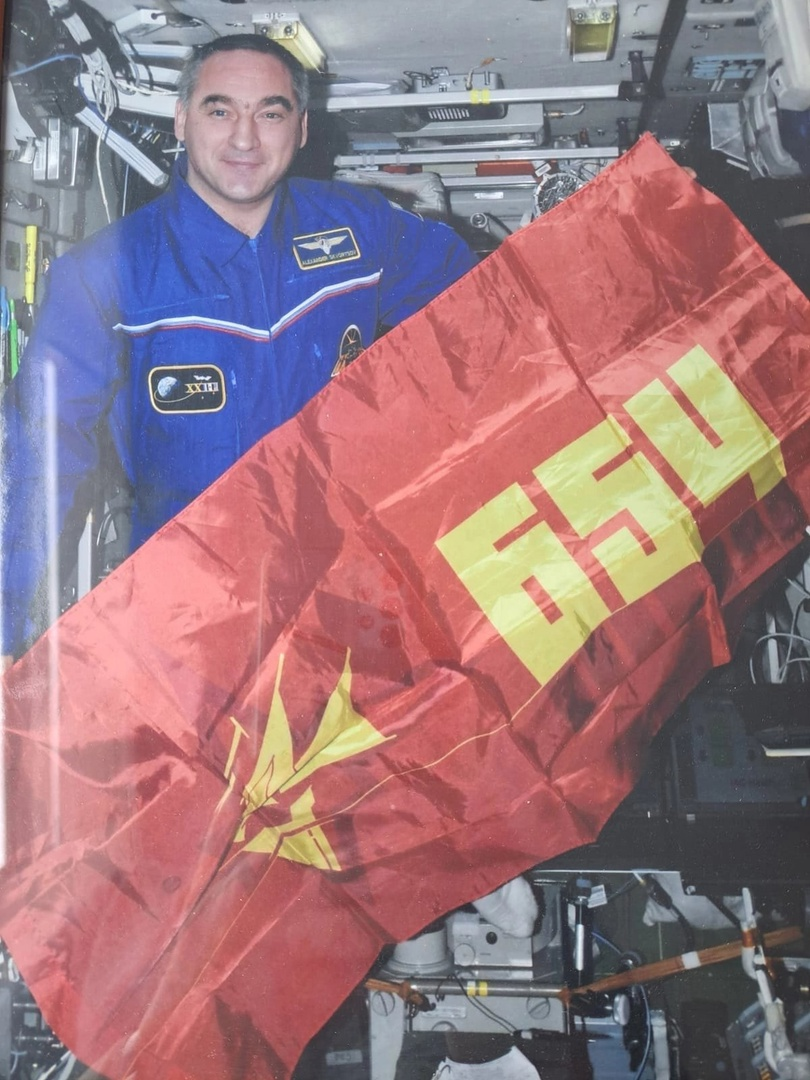
Флаг ШПЧ на МКС

- 8 декабря 1936 года состоялось открытие четырёхэтажного здания школы № 475 (в дальнейшем № 654), которая тогда была десятилетней. Она располагалась по адресу 1-я Текстильщиков, дом 5/8, на месте старого еврейского кладбища поселка Текстильщики. Её первым директором был назначен Петр Степанович Орло.
- В 1937 году новым директором школы стал Цорфос-Черепаха Израиль Иосифович.
- В 1939 году состоялся первый выпуск десятиклассников. Всего перед Великой Отечественной Войной было выпущено 92 старшеклассника.
- В октябре 1939 года была построена ещё одна школа (школа 654 по адресу ул. 1-я Текстильщиков д. 16). Её директором стал учитель истории Дерило Иван Ермиевич.
- В 1940 на должность школы № 475 вступил новый директор Карле Мария Андреевна.
- Когда началась война, в 1941 году, Дерило И. Е. ушёл на фронт вместе со своими старшими учениками. В это время руководство школой № 654 взяли на себя: сначала учитель труда Макаров Р., затем комендант здания, а с 1 января 1942 года — учитель начальных классов. Ученики помладше были эвакуированы в Тулу.
- С осени 1941 г. в связи с началом Великой Отечественной войны и до начала 1942 г. учебный процесс в школе № 654 прекратился. Так как Текстильщики подвергались частым бомбардировкам, ученики начальной школы были в эвакуации и остались только ученики средних и старших классов. 47 учителей и 46 учеников школы 475 приняли участие в Великой Отечественной войне.
- В декабре 1941 года после падения крупной фугасной бомбы возле школы 475 стало очевидно, что обучение в этом здании невозможно. Учащиеся были переведены в здание соседней школы 654 на той же 1-й улице Текстильщиков.
- С 1 января 1942 года руководство двумя школами № 654 и № 475 было возложено на директора школы № 475 Карле Марию Андреевну. Помимо текущих вопросов, она ещё занималась ремонтом разрушенной школы № 475.
- 16 октября 1943 года директором школы 654 была назначена Горская Евгения Митрофановна, бывший завуч школы 475
- В октябре 1944 года в отремонтированное здание вернулись ученики № 475 школы. В Текстильщиках опять функционировали две школы № 654 и № 475, но уже разделенные по гендерному признаку: № 654 была женской школой, а № 475 — мужской.
- В 1948 году Мария Алексеевна Карле, которая тогда занимала должность директора школы № 475, ушла с этой должности по состоянию здоровья. После этого она стала работать учителем русского языка и литературы в школе № 687.
- В сентябре 1950 года директором школы № 654 была назначена Мария Петровна Лебедь, которая до этого работала учителем химии и биологии в школе № 475.
- В 1950 году школа № 475 вошла в состав школы № 654
- С августа 1960 директором школы № 654 стала Никулина Елизавета Петровна.
- в 1964 году в школу приходит новый, тогда ещё молодой, директор — Анатолий Давыдович Фридман. Стали закладываться различные традиции школы: клуб веселых человечков и клуб Кибальчиш, появляется школьный музей боевой славы, ученики выезжают на слеты, трудовые десанты и стройотряды, начинает работу летний палаточный лагерь «Бригантинск» и турклуб «Вертикаль».
- В 1964 году выходит первый спектакль ТЕАСа — школьной театральной студии.
- К 1965 году с приходом в школу её выпускников и новых педагогов, стали появляться новые традиции: научно-практические конференции и профильные выезды, класс-проекты, фестивали и предметные недели, школьная газета, детский музыкальный театр и вокальный коллектив «Радуга», поэтический театр-студия и танцевальный коллектив «Камелия», фотогалереи «ШПЧ в лицах», «Сиреневая аллея» и лесной питомник.
- В 1967 году закончилось строительство второго здания школы, построенного силами учеников и учителей.
- В 1968 году школьниками была заложена Капсула времени со стальной табличкой: «Письмо в XXI век. Вскрыть 29.X.2018 В 100-летие ВЛКСМ».[4]
- В 1967 году закончилось строительство второго здания школы № 654 (по адресу ул. Артюхиной, д. 17), построенного силами учеников и учителей, куда и переехали все ученики, а первое здание было отдано ещё одной школе, так в Текстильщиках появилась школа 687.
- В 1969 году перед зданием школы был установлен Памятник Мальчишу-Кибальчишу.
- В 1970 году по личной инициативе Фридмана был открыт школьный музей[5] Великой Отечественной войны, где силами учеников были найдены экспонаты и построены инсталляции Второй мировой. Также, была установлена точная копия стены в Ленинграде: «Я умираю, но не сдаюсь! Прощай, Родина».
- В 1971 году Школа 654 стала одним из первых в России образовательных учреждений, где появились профильные классы. Идею о том, что каждый ребёнок может выбрать интересующее его направление, развиваться в нём и достигать успехов, в 1970 годах выдвинул и воплотил в жизнь тогдашний директор школы Анатолий Давидович Фридман.[1]
- С 1978 года в школе работает турклуб «Вертикаль». В турклубе были разработаны экспедиционные маршруты различной категории сложности в Крым, Хибины, Карелию, на Алтай, Урал, Восточные Саяны, Байкал и Западный Кавказ. Основоположником турклуба был учитель географии Федоровский Евгений Борисович.
- В 1989 году было построено третье здание школы.
- В 1991 году школа 654 получила статус гимназии с номером 1510.
- В 2000 году с целью сохранения подразделения начальной школы аккредитуется как Центр образования № 654.
- С 2005 г. выпускается школьная газета «Мы — это будущее!».
- С 2005 школьники каждый год выезжают на раскопки для школьного музея Героической славы России.
- В 2005 году ушёл из жизни директор Анатолий Давыдович Фридман, который возглавлял школу с момента её основания. 1 ноября отмечается «День памяти Анатолия Давыдовича Фридмана». На место него пришел новый директор — Видякин Сергей Львович.
- С 2007 года раз в год выходил номер литературно-художественного альманаха «Алый парус», где публиковались произведения поэтов и прозаиков, иллюстрации, гравюры и рисунки — работы учащихся, выпускников, сотрудников школы в портале «Школьная пресса».
- В 2008 году школе было присвоено имя Анатолия Давыдовича Фридмана, заслуженного учителя РСФСР, который основал Школу Поиска Человека и посвятил ей всю свою жизнь, будучи её директором на протяжении сорока лет (с 1965 по 2005 год).
- С 2009 года в школе 654 действует объединение дополнительного образования «Автодело». Для учащихся организованы теоретические занятия по ПДД и практические занятия на автотренажерах.
- В 2010 году командир корабля Союз-ТМА18 Александр Скворцов развернул флаг ШПЧ на МКС. Экспедиция проходила с апреля по октябрь 2010 года. Сейчас реликвия хранится в школе.[6][7]
- С 2013 года школа становится образовательным комплексом, в состав которого вошли 3 школы и 5 детских садов. Полное наименование: Государственное бюджетное образовательное учреждение города Москвы центр образования № 654 имени А. Д. Фридмана. Краткое наименование: ШПЧ.
- В 2014 году Видякин Сергей Львович в ходе своего выступления заявил: «Сильная школа должна стремиться к полному изменению социума вокруг себя, охватывая значительное количество детей. Вчерашние дети — наше настоящее, сегодняшние дети — наше будущее. Треть педагогического коллектива нашей школы — наши выпускники.», подтвердив расшифровку ШПЧ: «Школа поиска человека».[1]
- С 2015 года вернула себе статус Центра образования.
- В 2016 году в корпусе-лицее ШПЧ был записан клип Lip-Dup жанра[8]
- В 2017 году в школе появилась IT-компания «DICPlay», в которой объединились ученики, мечтающие работать в IT-Сфере. Компанию создали школьники из начального корпуса ШПЧ: Даниил Кириллин, Константин Быканов и Игорь Антипин. Двое из них до сих пор учатся в ШПЧ. Компания специализируется на разработке веб-сайтов, мобильных приложений, программ и видеоигр.
- В 2017 году, ученикам первого класса стало доступно обучение Визуальному программированию на базе программы «Перволого», а остальным ученикам начальных классов начали преподавать курсы «Алгоритмика» — программирование на Scratch. Затем, в школе появились курсы «Реботика», в ходе которых ребят обучали программированию, видео-монтажу, созданию медиа и различных видео-роликов.
- В 2018 году на торжественной линейке, посвящённой началу учебного года, выступили начальник управления города Москвы Виктор Коваленко и начальник УВД Москвы Сергей Карпов.[9]
- В 2018 году была вскрыта Капсула времени, оставленная учениками школы в 1968 году, на крышке которой была надпись «Письмо в XXI век. Вскрыть 29.X.2018 В 100-летие ВЛКСМ». На открытии присутствовали директор Видякин Сергей Львович, педагогический коллектив школы, а также многочисленные представители московских и всероссийских СМИ.[4]
- В 2019 году школа отметила свой 80-летний юбилей.[10]
- В 2019 году, школа закупила около 20-ти промышленных 3D-Принтеров для обучения моделированию учеников с 5-го класса. Также, школа закупила на каждого ученика наборы для создания роботов TRIK и Arduino, у учеников 5-х ИТ-Классов появился предмет Робототехника.
- В 2020 в ходе COVID-19 школьное обучение перешло на Дистанционную форму обучения. Однако, после появления «Спутник-V», педагогический состав ШПЧ одним из первых вакцинировался отечественной прививкой.[11][12]
- В 2022 году в школе заработала образовательная площадка Яндекс. Лицей для классов математической-вертикали, чтобы обучать программированию на базе школы будущих профессиональных ИТ-специалистов
- С 2023 года в школе заработало общественно-государственное движение «Движение первых».
- В 2024 году в школе были введены экспериментальные курсы по использованию искусственного интеллекта «YandexGPT» от компании Яндекс.[13]

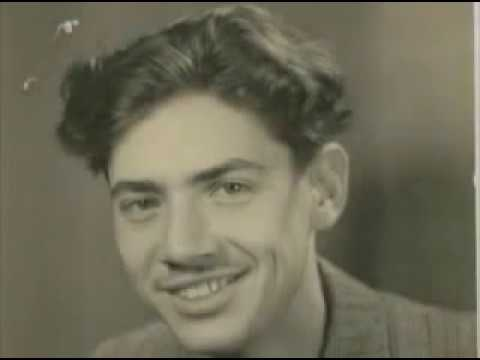
А. Д. Фридман — Директор школы, в честь кого названа школа. В молодости.

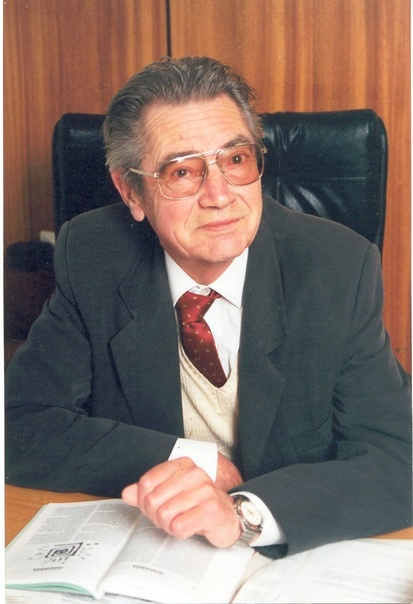
А. Д. Фридман — Директор школы, в честь кого названа школа.

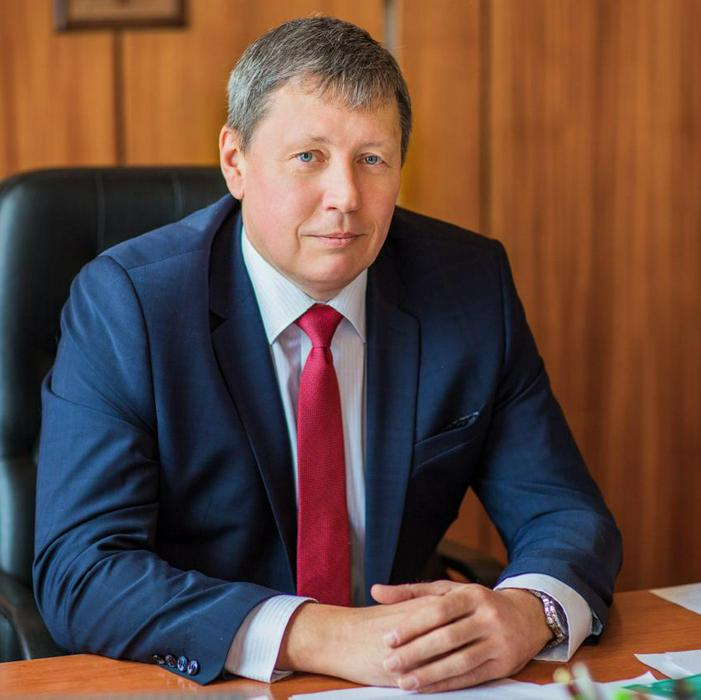
Видякин С. Л. — текущий директор ШПЧ

## Направления обучения

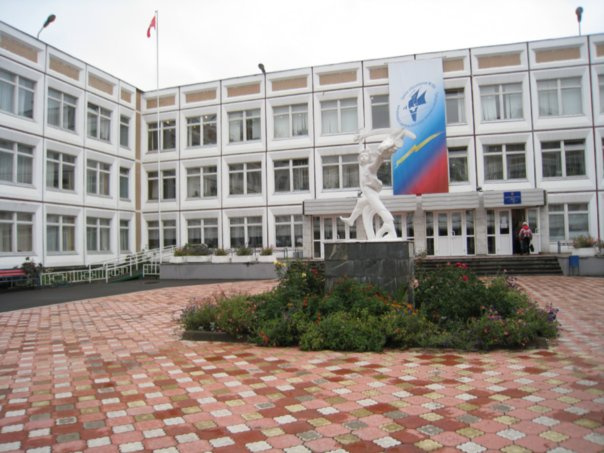
Здание Центра по улице Юных Ленинцев, внутри школьного дворика — памятник Мальчишу-Кибальчишу

В 8-11 классах обучение ведется по следующим направлениям с углубленным изучением отдельных предметов: технологическое (математика, физика, информатика); биолого-химическое (химия, биология, математика); филологическое (литература, языки, история, философия); гуманитарное: (история, философия, общественные науки), экономико-географическое (математика, география, общественные науки, экология). Школа активно участвует в городских проектах предпрофессионального образования Москвы, установлены сотруднические отношения с ВУЗами города.

## Дополнительное образование
Одно из структурных подразделений школы — Школа творчества. В состав Школы творчества входят следующие объединения дополнительного образования: театральный клуб (1-7 классы), театральная студия (8-11 классы), танцевальный коллектив «КаМеЛиЯ», вокальный коллектив «М+», вокальный коллектив «Радуга», детский музыкальный театр, телерадиокомпания «654».
С 1978 года в школе работает турклуб «Вертикаль». В турклубе были разработаны экспедиционные маршруты различной категории сложности в Крым, Хибины, Карелию, на Алтай, Урал, Восточные Саяны, Байкал и Западный Кавказ. На данный момент руководитель турклуба — Куксов Евгений Иванович.
Также в школе работает ещё один турклуб «Диагональ», который специализируется на спортивном туризме: спортивное ориентирование, соревнования, скалолазание. Руководитель: Шелгачев Алексей
На базе школы есть несколько IT-компаний, которые объединяют учащихся с общими интересами. Например, компания «DICPlay» — помогает изучать программирование, создавать приложения и видеоигры, а также «Яндекс. Лицей» — образовательная программа, которая помогает ученикам изучать основы программирования.

## Международное членство
Школа регулярно принимает участие в экологических акциях и проектах и является членом нескольких международных организаций: Life-Link под номером 567 с 2006 года; CLEAN-UP THE WORLD с 2007 года; «Aссоциированные школы ЮНЕСКО».
В 2013 году школа получила статус Ассоциированной школы ЮНЕСКО.

## Музей школы
8 мая 1970 года в здании по улице Артюхиной открыт был музей Героической славы России. В 2003 году музей получил государственную лицензию действующего школьного музея города Москвы. С 2005 школьники постоянно выезжают на раскопки.

## Школьные издания
- С 2005 г. выпускается школьная газета «Мы — это будущее!».
- В 2007 г. газета Центра образования № 654 заняла I место в конкурсе школьных СМИ ЮВОУО.
- В 2009 г. газета «Мы — это будущее!» стала призёром VIII Всероссийского конкурса школьных изданий.
- С 2007 года раз в год выходит номер литературно-художественного альманаха «Алый парус», где публикуются произведения поэтов и прозаиков, иллюстрации, гравюры и рисунки — работы учащихся, выпускников, сотрудников школы. Создателем и главным редактором альманаха с 2007 по 2015 годы была член Союза писателей России Ирина Николаевна Ордынская[https://t.me/sch_654/7038 1]. портале «Школьная пресса»

1. 1 2 3  Школа №654 имени А. Д. Фридмана – место, где раскрывается внутренний мир каждого ребенка. o-d.ru. Дата обращения: 28 апреля 2024. Архивировано 28 апреля 2024 года.
2. ↑  ВКонтакте | ВКонтакте. m.vk.com. Дата обращения: 28 апреля 2024. Архивировано 28 апреля 2024 года.
3. ↑  Заслуженный учитель отдал школе и годы, и имя. www.mk.ru (8 января 2008). Дата обращения: 28 апреля 2024. Архивировано 28 апреля 2024 года.
4. 1 2  |, Павел САДКОВ (12 ноября 2018). Слушали товарищи потомки... kp.ru -. Архивировано 28 апреля 2024. Дата обращения: 28 апреля 2024. {{cite news}}: |last= имеет числовое имя (справка)
5. 1 2  Всенародный исторический депозитарий. historydepositarium.ru. Дата обращения: 28 апреля 2024. Архивировано 3 декабря 2020 года.
6. ↑  Школа №654 имени А.Д. Фридмана. Telegram. Дата обращения: 27 апреля 2024. Архивировано 27 апреля 2024 года.
7. ↑  ВКонтакте | ВКонтакте. m.vk.com. Дата обращения: 27 апреля 2024. Архивировано 27 апреля 2024 года.
8. ↑  "Lip Dub школы № 654". Дата обращения: 28 апреля 2024. Архивировано 28 апреля 2024 года.
9. ↑  День Знаний / ГБОУ Школа № 654 им. А. Д. Фридмана / ТЕО-ТВ 2018 6+. Дата обращения: 28 апреля 2024. Архивировано 28 апреля 2024 года.
10. ↑  ГБОУ Школа № 654 имени А.Д. Фридмана 80 лет. Дата обращения: 28 апреля 2024. Архивировано 28 апреля 2024 года.
11. ↑  ВКонтакте | ВКонтакте. m.vk.com. Дата обращения: 28 апреля 2024. Архивировано 28 апреля 2024 года.
12. ↑  ВКонтакте | ВКонтакте. m.vk.com. Дата обращения: 28 апреля 2024. Архивировано 28 апреля 2024 года.
13. ↑  ИИ курсы от Яндекс.

## СМИ о школе
- Журнал «Моя Москва» № 4-5, 2009 год (недоступная ссылка)
- «У нас в Текстильщиках» № 9 (114), 2009 год (недоступная ссылка)
- «Тек-Газета», Ученики школы № 654 напечатали на 3D принтере настольный футбол
- «Московские дворики» 2009\4, издание ЮВАО
- «Литературная газета» № 48 (6200) (2008-11-26)
- «Известия», март 2006 года.
- Новостной агрегатор «БезФормата», Школьники ШПЧ присоединились к проекту "Мой район в годы войны, 2019 год
- «Тек-Газета», Старшеклассники школы № 654 успешно выступили на турнире молодых IT-инженеров
- «Лица Победы», всенародный исторический депозитарий, Школа 654
- Проект «Школьный музей победы», школа № 654
- Официальный сайт Мэра Москвы, «Рейтинг-300 московских школ по результатам образовательной деятельности», Школа 654 — 13-е место в Москве
- «Текстильщики», Школа № 654 имени А. Д. Фридмана вошла в рейтинг лучших образовательных учреждений Москвы
- «Известия»(2006 г.), Лучшие школы Москвы-2006, Школа Поиска Человека входит в ТОП-10 по всем направлениям (За исключением гуманитарных направлений)
- РАМБЛЕР-Спорт, ученики Школы № 654 выступят в Финале национальной технической олимпиады
- Онлайн-Медиа «Мел» — 5 лучших школ Юго-Восточного округа Москвы (№ 654 — II-ое место)
- Общество и дети — Школа № 654
- Тео-ТВ, «День Знаний / ГБОУ Школа № 654 им. А. Д. Фридмана», 2016 год
- Тео-ТВ, «Поздравление от начальника Управления ГИБДД по г. Москве Виктора Коваленко, Школа 654», 2018 год
- Заметки путешественника — Школа № 654
- Юго-Восточный курьер, «Ученица 3-го класса школы № 654 им. А. Д. Фридмана девятилетняя Виктория Пашенцева из Текстильщиков, несмотря на юный возраст, уже прославилась на всю страну.», 2023 год
- Юго-Восточный курьер, «Школьница из школы 654 выступила в музыкальном шоу „Ты супер!“», 2023 год
- Юго-Восточный курьер, Воспитанник клуба «Московская ладья» школы № 654 Антон Некрасов стал победителем детского Кубка Москвы по быстрым шахматам, 2023 год
- Юго-Восточный курьер, Одиннадцатиклассник Виктор Губанов из школы № 654 им. А. Д. Фридмана трансформировал классический кубик Рубика для тех, кто плохо видит или не видит вовсе, 2023 год
- Юго-Восточный курьер, Старшеклассник из школы № 654 им. А. Д. Фридмана разработал электронную программу для диабетиков, 2023 год
- Юго-Восточный курьер, «Юный шахматист из Текстильщиков выиграл три турнира за месяц», 2022 год
- Юго-Восточный курьер, «Выпускник школы № 654 Лев Гельбарт стал героем репортажа на телеканале „Россия 1“ в программе „Вести.“. Он рассказал о своём изобретении — устройстве, с помощью которого можно дистанционно регулировать температуру в загородном доме. Стал победителем открытой городской научно-практической конференции „Наука для жизни“.», 2022 год
- Юго-Восточный курьер, «Юный лингвист школы 654 им А. Д. Фридмана стал трижды призёром всероссийской олимпиады», 2022 год
- Россия 1, «Золотой медалист школы 654 им А. Д. Фридмана, Лев Гельбарт победил на конференции Курчатовского института, разработав интеллектуальную систему умного дома» (Таймкод 18:15), 2022 год
- Рамблер-Новости, «Ученики школы № 654 возложили цветы у памятной доски Герою Советского Союза», 2023 год
- Вечерняя Москва, Школа имени Фридмана: творчество без границ
- Seldon-NEWS, В Москве завершился конкурс «Школа самых классных классных-2020», победителем которого стала школа № 654 имени А. Д. Фридмана.
- Официальный Сайт Мэра Москвы — Mos.ru, «В столице определили школу „самых классных руководителей“ — Школа 654», 2020 год
- Московская Правда: В Москве завершился конкурс «Школа самых классных классных-2020», победителем которого стала школа № 654 имени А. Д. Фридмана.
- Российское информационное агентство «Победа-РФ», Школьный музей Школы 654, «Сохранили истории героев», 2023 год
- Комсомольская правда, «Капсула времени в Школе № 654», 2018 год

## Директора школы
1965—2005 гг. — Фридман Анатолий Давыдович;
с 2006 г. — Видякин Сергей Львович

## Официальный сайт школы
- http://sch654.mskobr.ru/